# Aquila (Cognomen)
Aquila (lateinisch: „Adler“) ist ein römisches Cognomen.

## Namensträger
- Annius Subatianus Aquila, römischer Statthalter Ägyptens 201 bis 203
- Claudius Subatianus Aquila, römischer Statthalter Ägyptens 206 bis 211
- Cornutus Aquila, römischer Statthalter, 1. Jahrhundert v. Chr.
- Gaius Furius Sabinius Aquila Timesitheus, römischer Statthalter, Prätorianerpräfekt und enger Vertrauter des Kaisers Gordian III.
- Gaius Iulius Aquila, römischer Statthalter Ägyptens 10 und 11
- Iulius Fidus Aquila, römischer Statthalter Dakiens um 140
- Iulius Gallus Aquila, römischer Jurist, 3. Jahrhundert
- Lucius Pontius Aquila († 43 v. Chr.), römischer Politiker, einer der Verschwörer gegen Gaius Iulius Caesar
- Lucius Statius Aquila, römischer Suffektkonsul 116
- Marcus Arruntius Aquila (Konsul 66), römischer Suffektkonsul
- Marcus Arruntius Aquila (Konsul 77), römischer Suffektkonsul
- Marcus Arruntius Aquila Iulianus, römischer Konsul 38
- Publius Iulius Aemilius Aquila, römischer Statthalter, 3. Jahrhundert
- Quintus Iulius Aquila, römischer Centurio, 2. Jahrhundert
- Tiberius Iulius Aquila Polemaeanus, römischer Suffektkonsul 110
- Titus Aurelius Aquila, römischer Offizier, 2. Jahrhundert